# 维什尼亚基 (布恰区)
50°37′38″N 29°44′52″E / 50.62722°N 29.74778°E
維什尼亞基（烏克蘭語：Вишняки）是位於烏克蘭北部的村莊，由基辅州布恰区的博罗江卡市镇負責管轄。該村面積0.25平方公里，海拔高度159米，2001年人口150，人口密度每平方公里600人。